# Galadrim
Livesällskapet Galadrim är en lös sammanslutning lajvarrangörer i Örebro. Galadrim ligger bakom ett antal kända uppsättningar, såsom Lyktsken, Middagen och Hålahultaren. På sällskapets webbplats kan man även återfinna diskussionsforumet g-punkt.

## Diskussionsforumet g-punkt
g-punkt - Sveriges (s)vettigaste diskussionsforum för levande rollspel.
Ett diskussionsforum på internet som startades upp av Livesällskapet Galadrim i november 1997 och som varit dominerande inom utvecklande diskussioner kring lajv sedan dess. Alla diskussioner från alla år finns lagrade i forumets arkiv och sökmotorn underlättar orienterandet i dessa historiska skrifter.
Forumets  moderator och kontaktperson är Mikael Enmalm. Forumet startades ursprungligen med baktanken att marknadsföra uppsättningen Lyktsken.

## Uppsättningar som sällskapet ligger bakom

### Hålahultaren
Hålahultaren var ett skräcklajv i nutida miljö, av Livesällskapet Galadrim 1998. På den tiden var levande rollspel i andra miljöer än fantasy- eller sagomiljöer ovanligt, och uppsättningen fick genom sin blev omtalad på grund av sin popularitet hos deltagarna. Uppsättningen var tänkt att sättas upp fler gånger, men ännu har ingen repris kommit. Deltagarantal: cirka 20 personer.

### Middagen
Middagen - fy fan vad trevligt vi har det var ett levande rollspel, av Livesällskapet Galadrim 1999. Det handlade om fyrtioårskris, prestationsångest och illa dolda konflikter i Jonas Gardell-anda.
Tanken med detta arrangemang var att var och en skulle få större möjligheter att utveckla sin roll istället för att ägna sig åt dräktsömnad eller andra hantverk. Förhoppningen var att Middagen skulle bli ihågkommen som aftonen då deltagarna rollspelade så intensivt att de glömde både tid och rum. Deltagarantal i första uppsättningen var cirka 15 personer. Deltagarantal i andra uppsättningen var cirka 15 personer.

### Lyktsken
Lyktsken föddes när fyra unga gossar i Örebro, under samlingsnamnet Livesällskapet Galadrim (Tim Kinali, Ki Sandholm, Mikael Enmalm samt Oskar Åslund), fick för sig att sätta upp sina drömmars lajv. De hela slutade med tidernas största bysaga och även om Lyktsken inte blev så stort som de hoppats blev det istället desto mer omtalat och beryktat. Uppsättningen var dessutom den första i Sverige där vapenreplikor av stål användes i större skala och därigenom ersatte vadderade diton. Deltagarantal: 136 personer.
Ur Lyktsken föddes också diskussionsforumet g-punkt.